# Rhododendron chamberlainii
Rhododendron chamberlainii är en ljungväxtart som beskrevs av Lyndley Alan Craven. Rhododendron chamberlainii ingår i släktet rododendron, och familjen ljungväxter. Inga underarter finns listade i Catalogue of Life.